# Cauverville-en-Roumois
Cauverville-en-Roumois ist eine französische Gemeinde mit 211 Einwohnern (Stand: 1. Januar 2022) im Département Eure in der Region Normandie (vor 2016 Haute-Normandie). Sie gehört zum Arrondissement Bernay und zum Kanton Bourg-Achard. Die Einwohner werden Cauvervillois genannt.

## Geographie
Cauverville-en-Roumois liegt etwa 42 Kilometer westsüdwestlich von Rouen in der Landschaft Roumois. Umgeben wird Cauverville-en-Roumois von den Nachbargemeinden Étréville im Norden und Osten, Brestot im Osten und Südosten, Appeville-Annebault im Süden, Colletot im Westen sowie Valletot im Nordwesten.

## Bevölkerungsentwicklung
| Jahr                       | 1962 | 1968 | 1975 | 1982 | 1990 | 1999 | 2006 | 2013 | 2020 |
| Einwohner                  | 98   | 101  | 107  | 119  | 132  | 171  | 185  | 234  | 213  |
| Quellen: Cassini und INSEE |      |      |      |      |      |      |      |      |      |

## Sehenswürdigkeiten
- Kirche Saint-Julien aus dem 12. Jahrhundert, Umbauten aus dem 16. und 18. Jahrhundert
- Pfarrhaus aus dem 18. Jahrhundert
- Schloss und Domäne von La Tuilerie aus dem Jahre 1773, Monument historique seit 2011

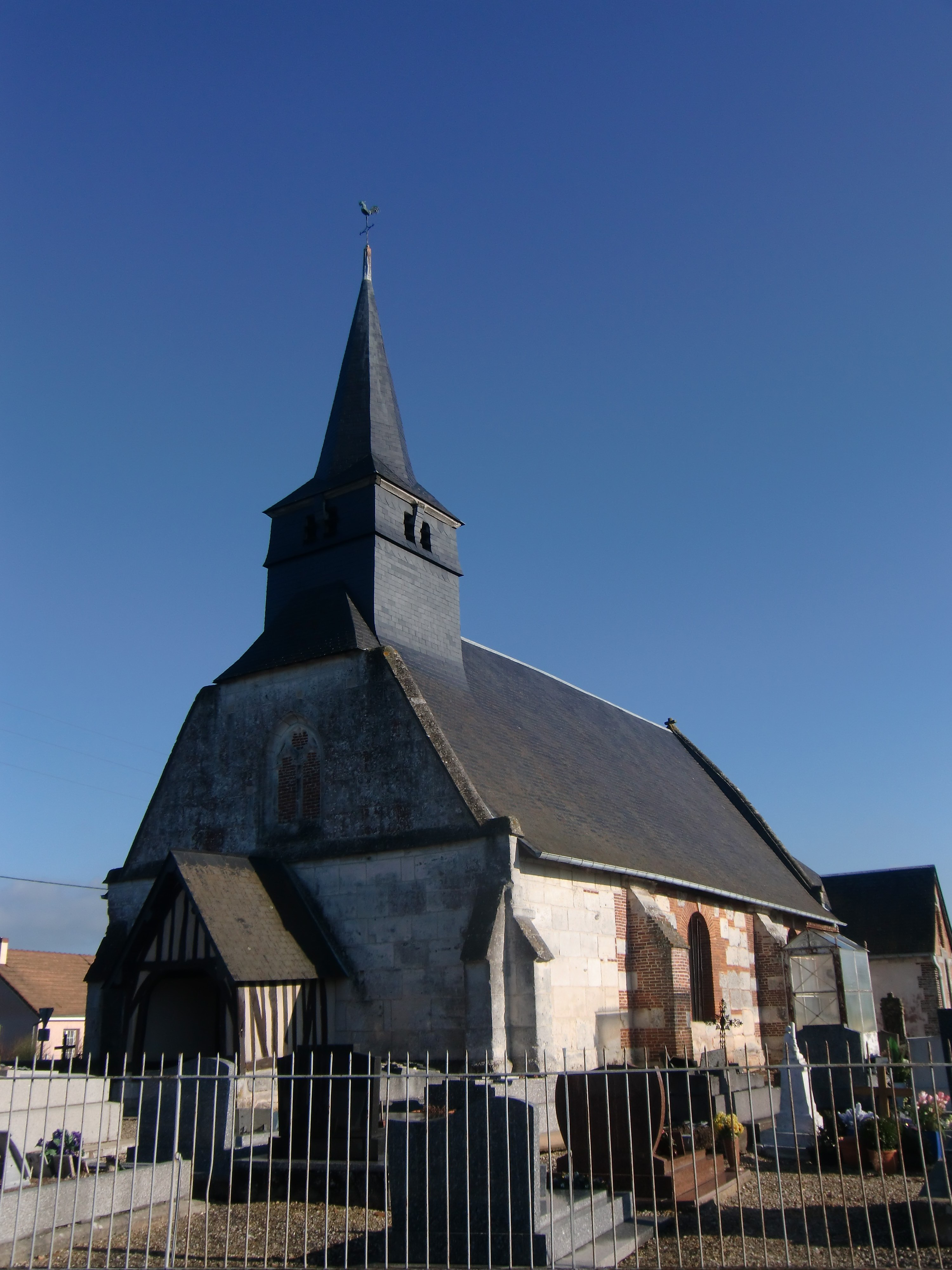
Kirche Saint-Julien
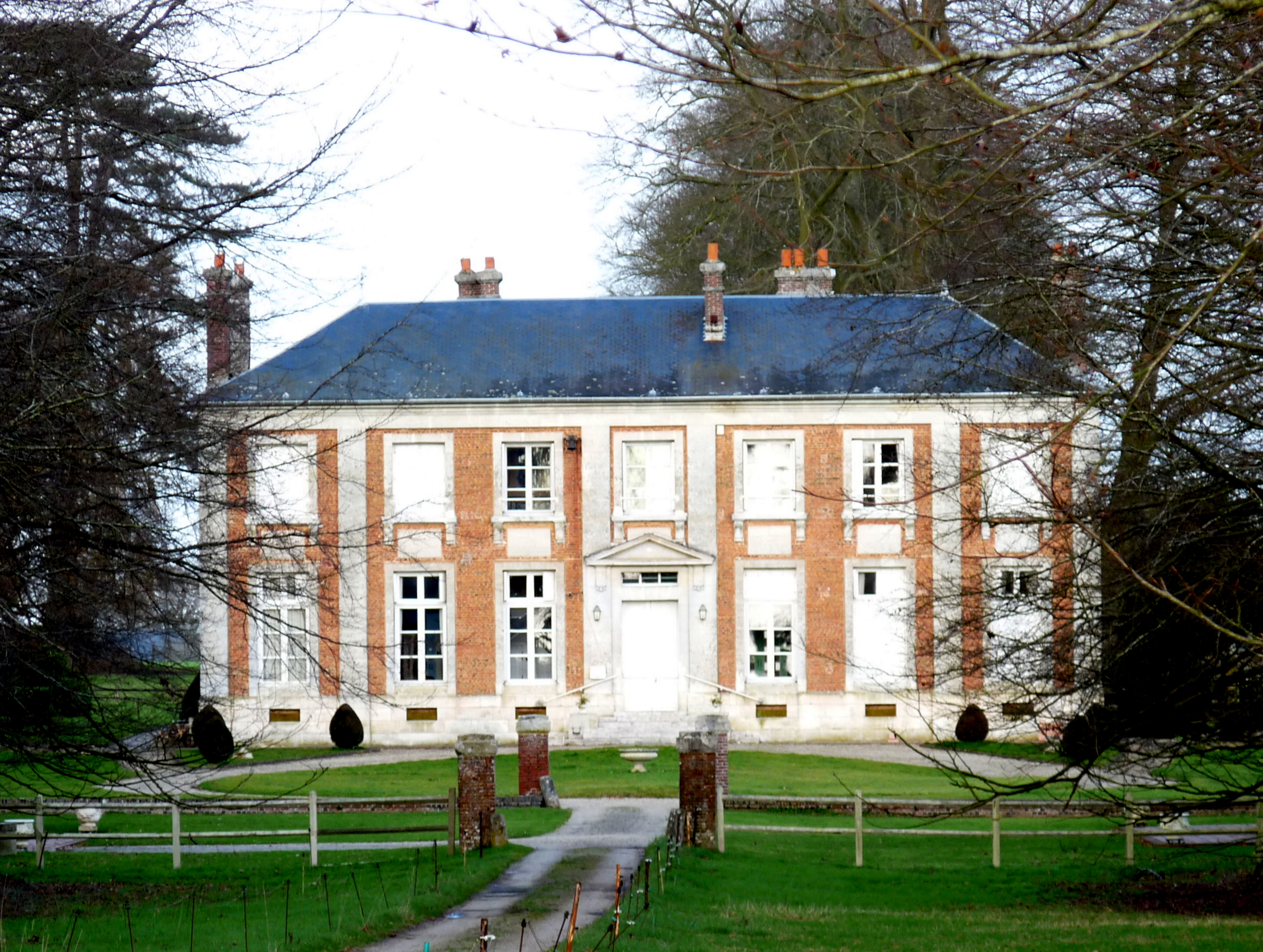
Schloss und Domäne La Tuilerie